# 한국산업표준
한국산업표준(韓國産業標準, 영어: Korean Industrial Standards, 약칭: KS)은 대한민국의 산업 전 분야의 제품 및 시험, 제작 방법 등에 대하여 규정하는 국가 표준이다. 기본, 기계, 전기 등 21개 부문, 2만 3천여 종, 20만여 쪽에 이르며, 내용은 생산 현장, 건설 현장 및 시험, 연구 분야 등 산업 전반에 걸쳐 활용되고 있다. 산업표준화법에 따라 산업표준심의회의 심의를 거쳐 기술표준원장이 고시한다. 기호로는 ㉿로 나타낸다.

## 역사
- 220~240년: 삼국시대에 도량형 제도 실시로 농경문화 정착
- 14세기: 토지제도가 실시되어 농지 측량에 자를 사용, 측우기 발명으로 농업을 과학화하는 국가표준제도 기원
- 1926년 2월: 조선 도량형 발표로 미터법 채택
- 1949년 8월: 농산물 검사법 제정으로 농산물의 중량, 등급, 포장에 대한 표준화, 철도 등 공공사업 자체 표준화 착수
- 1959년 9월: 병참 물품 표준서 제정
- 1961년 9월: 공업표준화법 제정, 11월 상공부 표준국 설치
- 1963년: 한국공업규격 실시 및 IEC·ISO 국제기구 가입
- 1973년 1월: 공업진흥청 개청으로 표준화 확대
- 1977년 12월: 통일 단순화 명령제도 도입
- 1982년 12월: KS 표시허가를 외국 시장에 개방
- 1992년 12월: 공업표준화법을 산업표준화법으로 개정하여 국가표준 범위를 신소재, 신기술, 정보처리 등 전산업분야로 확대, 한국산업규격 제정
- 2008년 5월 26일: 산업표준화법 전면 개정에 따라 '한국산업규격'에서 한국산업표준(KS)으로 명칭 변경[2]

## 구성
한국산업표준은 산업표준화법에 의거하여 산업표준심의회의 심의를 거쳐 국가기술표준원장이 고시함으로써 확정되는 국가표준이다. 한국산업표준은 기본부문(A)부터 정보부문(X)까지 21개 부문으로 구성되며 크게 다음 세 가지 국면으로 분류할 수 있다.
1. 제품표준: 제품의 향상·치수·품질 등을 규정한 것
2. 방법표준: 시험·분석·검사 및 측정방법, 작업표준 등을 규정한 것
3. 전달표준: 용어·기술·단위·수열 등을 규정한 것

## 법적 지위
1. KS제도는 제조자가 자율적 의사에 따라 선택적으로 채택하는 자율인증
2. 법률적으로 반드시 받아야 제조, 수입, 유통 판매할 수 있는 KC인증과 다름

## 분류 체계
| 기호 | 대분류       | 중분류 |
| ---- | ------------ | --- |
| A    | 기본부문     | 기본일반/방사선(능)관리/가이드/인간공학/신인성관리/문화/사회시스템/기타 |
| B    | 기계부문     | 기계일반/기계요소/공구/공작기계/측정계산용기계기구·물리기계/일반기계/산업기계/농업기계/열사용기기·가스기기/계량·측정/산업자동화/기타                                       |
| C    | 전기부문     | 전기전자일반/측정·시험용 기계기구/전기·전자재료/전선·케이블·전로용품/전기 기계기구/전기응용 기계기구/전기·전자·통신부품/전구·조명기구/배선·전기기기/반도체·디스플레이/기타 |
| D    | 금속부문     | 금속일반/원재료/강재/주강·주철/신동품/주물/신재/2차제품/가공방법/분석/기타                                                                                                 |
| E    | 광산부문     | 광산일반/채광/보안/광산물/운반/기타 |
| F    | 건설부문     | 건설일반/시험·검사·측량/재료·부재/시공/기타 |
| G    | 일용품부문   | 일용품일반/가구·실내장식품/문구·사무용품/가정용품/레저·스포츠용품/악기류/기타                                                                                              |
| H    | 식료품부문   | 식품일반/농산물가공품/축산물가공품/수산물가공품/기타 |
| I    | 환경부문     | 환경일반/환경평가/대기/수질/토양/폐기물/소음진동/악취/해양환경/기타 |
| J    | 생물부문     | 생물일반/생물공정/생물화학·생물연료/산업미생물/생물검정·정보/기타 |
| K    | 섬유부문     | 섬유일반/피복/실·편직물·직물/편·직물제조기/산업용 섬유제품/기타 |
| L    | 요업부문     | 요업일반/유리/내화물/도자기·점토제품/시멘트/연마재/기계구조 요업/전기전자 요업/원소재/기타                                                                                 |
| M    | 화학부문     | 화학일반/산업약품/고무·가죽/유지·광유/플라스틱·사진재료/염료·폭약/안료·도료잉크/종이·펄프/시약/화장품/기타                                                                 |
| P    | 의료부문     | 의료일반/일반의료기기/의료용설비·기기/의료용 재료/의료용기·위생용품/재활보조기구·관련기기·고령친화용품/전자의료기기/기타                                                   |
| Q    | 품질경영부문 | 품질경영 일반/공장관리/관능검사/시스템인증/적합성평가/통계적기법 응용/기타                                                                                                 |
| R    | 수송기계부문 | 수송기계일반/시험검사방법/공통부품/자전거/기관·부품/차쳬·안전/전기전자장치·계기/수리기기/철도/이륜자동차/기타                                                              |
| S    | 서비스부문   | 서비스일반/산업서비스/소비자서비스/기타 |
| T    | 물류부문     | 물류일반/포장/보관·하역/운송/물류정보/기타 |
| V    | 조선부문     | 조선일반/선체/기관/전기기기/항해용기기·계기/기타 |
| W    | 항공우주부문 | 항공우주 일반/표준부품/항공기체·재료/항공추진기관/항공전자장비/지상지원장비/기타                                                                                           |
| X    | 정보부문     | 정보일반/정보기술(IT) 응용/문자세트·부호화·자동인식/소프트웨어·컴퓨터그래픽스/네트워킹·IT상호접속/정보상호기기·데이터 저장매체/전자문서·전자상거래/기타                    |

## 같이 보기
- 기술표준원(KATS)
- 한국표준협회
- 국제 표준
- 국제 표준화 기구(ISO)
- 일본 산업 규격(JIS)